# Peirosaurus
Peirosaurus es un género extinto de crocodilomorfo peirosáurido que vivió durante el período Cretácico Superior (finales de la época del Maastrichtiense) en Minas Gerais, al sur de Brasil. Solo se ha descrito a una especie, Peirosaurus torminni. Además es el género tipo de la familia Peirosauridae.

## Descubrimiento
Peirosaurus es conocido a partir del espécimen holotipo DGM 433-R, un cráneo fragmentario (incluyendo el premaxilar izquierdo con cinco dientes, dientes aislados del maxilar y el dentario y el hueso palpebral izquierdo) y el esqueleto postcraneal incluyendo el radio, el cúbito, el pubis e isquion izquierdos, algunas vértebras presacrales y una caudal, costllas, arcos hemales y placas dérmicas (osteodermos). Los restos fueron recolectados por Llewellyn Ivor Price en 1947-1949 en la Cantera Price 3, en el sitio Peirópolis cerca de Uberaba, en el Miembro Serra de Galga de la Formación Marília (Grupo Bauru), que data de la época del Maastrichtiense del Cretácico, hace entre 68-66 millones de años.
Un cráneo parcial y varios elementos postcraneales como vértebras y osteodermos de la Formación Bajo de la Carpa en Argentina y otro cráneo parcial y varios elementos postcraneales sin preparar de la Formación Anacleto, Argentina, fueron asignados a Peirosaurus por Gasparini, Chiappe y Fernández (1991) y Praderio, Martinelli y Candeiro (2008), respectivamente. Sin embargo, posteriormente Agustín G. Martinelli, Joseph J.W. Sertich, Alberto C. Garrido y Ángel M. Praderio concluyeron que los rasgos que fueron usados para unir al holotipo de Brasil y el material referido de Argentina son compartidos con otros peirosáuridos y algunos otros mesoeucrocodilios. Ellos reasignaron los especímenes argentinos a un nuevo género, Gasparinisuchus, y aunque los materiales comparables entre ambos géneros se limitan al premaxilar y la dentición, Gasparinisuchus puede ser diferenciado de Peirosaurus con base en su rostro redondeado, premaxilar anteroposteriormente corto, fosa perinarial reducida, y espacios interdentales cortos en el premaxilar. Por lo tanto, Peirosaurus se reduce solo a su ejemplar holotipo.

## Descripción
Peirosaurus tenía una dentadura zifodonta que además es algo heterodonta, al tener dientes premaxilares cónicos y dientes del maxilar y el dentarios aserrados. El rostro está comprimido lateralmente con un surco entre el maxilar y el premaxilar para acomodar un diente inferior alargado. Presenta un proceso maxilar anterior en forma de cuña. Las narinas externas se dirigen levemente hacia adelante y sobresalen anteriormente. Los osteodermos dorsales son delgados y decorados con quillas longitudinales bajas mientras que los osteodermos abdominales son más pequeños y carecen de quilla.
Peirosaurus comparte varias características con el género estrechamente emparentado Uberabasuchus, hallado en una localidad vecina de Uberaba. Estas incluyen un patrón de tamaño dental similar y el gran proceso anterior maxilar. Estos géneros fueron diferenciados entre sí por el rostro más comprimido de Uberabasuchus en comparación al de Peirosaurus,el cual es relativamente ancho. Sin embargo, el rostro no estaba preservado en el holotipo de Peirosaurus. La remoción del espécimen MOZ 1750 PV (el cual preservaba el rostro) del género Peirosaurus suggieren una posible sinonimización de Peirosaurus y Uberabasuchus.
Aunque muchos de los rasgos del premaxilar y la dentición de Peirosaurus están extendidos entre los peirosáuridos y muchos mesoeucrocodilios, varios son compartidos exclusivamente con Uberabasuchus. Algunos de esos rasgos no son conocidos en otros peirosáuridos. Estos incluyen la longitud relativamente grande de la región anteroposterior facial del premaxilar, el alargado proceso dorsomedial del maxilar dirigido anteromedialmente, y el margen muy definido y elevado de la fosa perinarial. Hay diferencias entre ambos taxones en el grosor relativo de los osteodermos dorsales y la ausencia de carina mesial denticulada en el primer diente premaxilar de Peirosaurus, a diferencia de Uberabasuchus. Sin embargo, estos rasgos son considerados escasos y su valor taxonómico puede ser variable a nivel individual. Debido a que los materiales postcraneales de Peirosaurus y Uberabasuchus son conocidos pero aún no tienen una descripción formal, ambos son considerados tentativamente como taxones válidos.